# Districtul Phra Phrom
Phra Phrom (în thailandeză พระพรหม) este un district (Amphoe) din provincia Nakhon Si Thammarat, Thailanda, cu o populație de 41.774 de locuitori și o suprafață de 148,0 km².

## Componență
Districtul este subdivizat în 4 subdistricte (tambon), care sunt subdivizate în 38 de sate (muban).
| Nr. | Nume         | În thailandeză | Sate | Locuitori |  |
| --- | ------------ | -------------- | ---- | --------- |  |
| 1.  | Na Phru      | นาพรุ           | 7    | 7,539     |  |
| 2.  | Na San       | นาสาร          | 7    | 9,906     |  |
| 3.  | Thai Samphao | ท้ายสำเภา       | 12   | 13,105    |  |
| 4.  | Chang Sai    | ช้างซ้าย         | 12   | 11,224    |  |

|| 
|}
1. ↑  Local Directory 2003, Volume 1, p. 211